# Fidus
Fidus fue el seudónimo del pintor y publicista alemán Hugo Reinhold Karl Johann Höppener (Lübeck, 8 de octubre de 1868 - Woltersdorf, Brandenburgo, 23 de febrero de 1948).

## Biografía
Fue uno de los colaboradores de la primera revista homosexual del mundo, la revista Der Eigene.
En 1892 comenzó a trabajar como ilustrador de la revista Sphinx y muchos de sus trabajos aparecieron en revistas juveniles.
Realizó numerosos trabajos de ornamentación de libros y diseños de pósters.
Se lo considera el primer artista en usar las postales como medio para difundir su trabajo.
Sus ilustraciones se distinguen por la profusión de desnudos, especialmente juveniles y por la mezcla de elementos provenientes de la mitología germánica.
En 1937 la venta de sus imágenes fue prohibida. Tras su muerte su arte fue olvidado hasta que tomó nuevos bríos con la cultura psicodélica de finales de los años '60, en cuyo estilo sus trabajos influenciaron fuertemente.